# Faculté des arts de Paris
La faculté des arts de Paris est une des quatre facultés (arts, théologie, décret (droit canon), médecine) qui composent l'université de Paris, créée en 1200.
Elle dispensait l'enseignement préalable à l'entrée dans les trois autres facultés, ce qu'on appelle aujourd'hui l'enseignement secondaire, sanctionné par le baccalauréat ès arts, indispensable pour obtenir les baccalauréats des autres facultés.

## Organisation des études
Les arts libéraux (grammaire, rhétorique, dialectique, astronomie, arithmétique, géométrie, musique) sont dispensés à la faculté des arts aux élèves dont l'âge est compris entre quatorze et vingt ans. Au terme des études, l'étudiant se voit récompenser d'une maîtrise ès arts, ce qui lui permet d'enseigner dans la faculté et d'aborder les autres disciplines dispensées à l'université : médecine, droit (la maîtrise ès arts n'étant cependant pas obligatoire) et théologie.
L'enseignement dure généralement sept ou huit ans : classes de sixième à troisième (classes dites de grammaire), classe d'Humanités (seconde), classe de Rhétorique (première), classes de Philosophie (terminale) (logique, métaphysique et morale puis physique en 2e année facultative qui deviendra au XIXe siècle la classe de mathématique spéciale).
Après la Révolution française, l'enseignement artien a été pris en charge par les écoles centrales, puis à partir du Consulat par les lycées et collèges dont les classes ont conservé longtemps les mêmes appellations.

## Études, grades et examens
Les étudiants commençaient ordinairement à suivre les leçons de la Faculté des arts avant l'âge de quinze ans.
Au XIVe siècle, il fallait avoir quatorze ans pour passer l'examen de déterminance et être dans sa troisième année du cours de logique. Le candidat devait d'abord, avant Noël, soutenir une dispute contre un maître régent. Puis il devait réussir un examen devant un maître nommé par sa Nation. Les déterminances proprement dites commençaient avec le Carême, le déterminant devait disputer tous les jours jusqu'à la fin du Carême dans les écoles de sa Nation.
Au XVe siècle, la dispute d'avant Noël devint la dispute de la déterminance, et l'examen devint l'examen pour le baccalauréat ès arts, qui dépendait de chaque Nation. Les disputes de Carême furent supprimés.
Le schéma des examens est décrit comme le suivant par Durkheim :
« Après trois ou quatre ans d'études (autour de 17, 18 ans donc), le maître fait passer à l'élève un premier examen à Noël, la responsio. Si le maître juge que les connaissances ont été acquises, l'élève passe lors du Carême un nouvel examen devant un jury (la déterminance), soutient une dispute publique, à l'issue de laquelle se tient une cérémonie, l'inceptio, au cours de laquelle il obtient le baccalauréat ès arts. Durant un à trois ans, le bachelier s'engage dans une nouvelle période durant laquelle il assiste un maître pour l'enseignement. L'examen de licence a lieu au printemps et se déroule devant un jury de maîtres présidé par l'un des chanceliers de l'Université. Six mois après l'examen de licence, le titulaire de la licence effectue une nouvelle inceptio pour obtenir la maîtrise ès arts sous la forme d'une leçon inaugurale devant le chancelier et six maîtres. »
Au XVIIIe siècle, les examens s'organisaient de la manière suivante. En juin de la dernière année d'études (2e année de philosophie), l'écolier passe un premier examen afin d'obtenir la déterminance. En août, il passe un second examen portant sur la logique, la morale, la physique et la métaphysique afin d'obtenir le baccalauréat ès arts. L'examen de licence a lieu en septembre, le bachelier ès arts se présente devant un nouveau jury. S'il est admis à l'examen, la licence d'enseignement lui est conférée par la bénédiction du chancelier de Notre-Dame ou de Sainte-Geneviève. À la suite de l'obtention de la licence, le licencié est fait ensuite maître ès arts (généralement un an plus tard à condition d'avoir au moins 21 ans et avoir étudié pendant six ans) par la Faculté des arts dans un acte solennel appelé inceptio et peut obtenir un emploi auprès d'une des quatre nations qui composent la Faculté, il est alors officiellement membre de la corporation.
D'après l'Encyclopédie de Diderot et d'Alembert, « autrefois, dans l'université de Paris, le degré de maître ès arts étoit donné par le recteur, à la suite d'une thèse de Philosophie que le candidat soutenoit au bout de son cours. Cet ordre est maintenant changé; les candidats qui aspirent au degré de maître ès arts, après leurs deux ans de Philosophie, doivent subir deux examens ; un devant leur Nation, l'autre devant quatre examinateurs tirés des quatre nations, & le chancelier ou sous-chancelier de Notre-Dame, ou celui de Sainte-Genevieve. S'ils sont trouvés capables, le chancelier ou sous-chancelier leur donne le bonnet de maître ès arts, & l'université leur en fait expédier des lettres. »

## Recrutement
Après l'expulsion des Jésuites en 1762 et le rassemblement des petits collèges au sein du collège Louis-le-Grand, de nouveaux enseignants doivent être recrutés. En 1766 est créé un concours pour recruter des agrégés, c’est-à-dire des professeurs assistants parmi lesquels sont choisis les professeurs lors des vacances d'emploi dans les 10 collèges de la faculté des arts de Paris. Le jury est désigné chaque année par le procureur général du parlement de Paris et comprend des professeurs des collèges et des bacheliers en théologie, droit et médecine. Les candidats sont des maîtres-ès-Arts. Le concours est organisé pour chacune des classes : classes de philosophie, de belles-lettres et de grammaire. Le nombre d'agrégé maximal est fixé à vingt par classe.